# Der Fall Kapitän Behrens – Fremdenlegionäre an Bord
Der Fall Kapitän Behrens – Fremdenlegionäre an Bord ist ein deutscher Fernsehfilm von Wolfgang Staudte. Die fiktionalisierte Handlung basiert auf Vorkommnissen an Bord des bundesdeutschen Motorschiffs Holstein im April 1956 im Atlantik im Rahmen des Algerienkriegs. Die Erstausstrahlung erfolgte am 4. Februar 1966 im ZDF.

## Handlung
Während des Algerienkriegs liegt der westdeutsche Frachter Neustadt 1956 in Algier mit einem Maschinenschaden fest. Die französischen Behörden vermuten, dass sich neun deutsche Deserteure der französischen Fremdenlegion an Bord geschlichen haben, um Deutschland zu erreichen. Die örtliche Polizei beschuldigt Kapitän Behrens, die Deserteure zu verstecken. Behrens versichert, dass sich keine Deserteure an Bord befinden. Eine Durchsuchung der Neustadt durch Polizei und Militärpolizei verläuft ergebnislos.
Die Neustadt wird von einem niederländischen Schlepper von Algier nach Hamburg geschleppt, als auf hoher See die gesuchten Deserteure aus einem Versteck auftauchen. Behrens fürchtet nun für  seine Reederei zukünftige Konflikte mit Frankreich und fordert daher über Funk ein französisches Kriegsschiff an, das die blinden Passagiere übernehmen soll. Doch die Legionäre wollen um keinen Preis der französischen Militärjustiz ausgeliefert werden und springen bei der Annäherung eines britischen Frachters über Bord, der sie als Schiffbrüchige aufnimmt.
In Hamburg wird Behrens vor Gericht gestellt, da er durch den Funkspruch versucht hat, die Deserteure dem französischen Militär auszuliefern. Damit hat sich Behrens strafbar gemacht, da es nach deutschem Recht verboten ist, deutsche Staatsangehörige für einen ausländischem Wehrdienst anzuwerben oder diesem zuzuführen. Behrens wird zu einer Haftstrafe verurteilt, jedoch nach einiger Zeit in einem zweiten Prozess freigesprochen, da der vorgeworfene Tatbestand nach Auffassung des Gerichts nicht erfüllt ist.

## Produktionsnotizen
Die Dreharbeiten fanden im Juli/August 1965 im Hamburger Hafen statt. Bei der Erstausstrahlung betrug die Sehbeteiligung 48 %, das Zuschauerurteil lautete „sehr gut“.

## Kritik
Trotz Staudtes Regie sah das Hamburger Abendblatt den Film recht kritisch. Lediglich Preiss habe in der Rolle von Kapitän Behrens überzeugen können; das Gerichtsduell zwischen dem Staatsanwalt und Behrens’ Verteidiger sei unrealistisch inszeniert worden.

## Überlieferung
Der Film wurde erneut am 4. Juli 1969 ausgestrahlt. Eine DVD-Edition wurde vom Pidaxfilm Film- und Hörspielverlag für den 22. Mai 2025 angekündigt.

## Zeitgeschichtlicher Hintergrund der Filmhandlung
Die Filmhandlung basiert auf einem internationalen Seezwischenfall mit dem Glückstädter Motorschiff Holstein unter Kapitän Karl Ahrens im April  1956 in Algier und vor der spanischen Westküste. Der Vorgang inspirierte den deutschen Sänger Freddy Quinn zu seinem Lied Der Legionär, das im Herbst 1958 drei Wochen lang Platz 1 der deutschen Hitlisten anführte.